# Randolph (Minnesota)
Randolph – miasto w Stanach Zjednoczonych, w stanie Minnesota, w hrabstwie Dakota.